# 鹿屋市立西原小学校
鹿屋市立西原小学校（かのやしりつ にしはらしょうがっこう）は、鹿児島県鹿屋市西原1丁目にある公立小学校。鹿屋航空基地が近隣にあり、転出入が多いのが特徴である。

## 概要
鹿屋市のうち、主に西原（1丁目・2丁目のうち東側・3丁目）、大浦町、上谷町、新生町の児童を対象とする。主な進学先は鹿屋市立第一鹿屋中学校。
校舎は西原1丁目の国道269号沿いに立地し、周辺は鹿屋市立鹿屋女子高等学校や各種団地、運動公園が整備された住宅街として機能している。1979年（昭和54年）に児童数の増加に伴い、鹿屋市今坂町に鹿屋市立西原台小学校を分離開校したものの、現在も600名以上の児童が在籍する大規模校となっている。

## 年表
- 1909年 - 当時の鹿屋村長、森宗吉の提案により西原尋常小学校として開校。
- 1923年 - 高等科を設置。
- 1936年[1] - 高牧分教場を開校。
- 1941年 - 西原国民学校と改称する。
- 1946年 - 現在の校名に改称。
- 1947年 - 高牧分教場が独立校（鹿屋市立高牧小学校）となる[2]。
- 1952年 - 火災により2教室を除き焼失する。
- 1954年 - 1世代前の校舎が完成。
- 1968年 - 水泳で「全国的に優秀な成績を残した」として鹿児島県教育庁・鹿児島県体育協会から表彰を受ける。
- 1979年 - 児童数増加に伴い西原台小学校を分離開校し、700名ほどの生徒が移籍。分離直前は1,600人規模の小学校であった。

## 事件
2012年3月、教頭が刑事事件で逮捕され、緊急の保護者会が開催され保護者に対し事件の概要を説明した。児童に対してはスクールカウンセラーによる心のケアを実施し、教職員に対しては再発防止に向けて指導の徹底をはかった(事件の仔細については通貨偽造の罪#判例を参照のこと)。